# Lua Getsinger
Louise "Lua" Aurora Getsinger (1o. Novembro de 1871, Hume, NY – 1o Maio 1916, Cairo, Egito) conhecida como Lua Getsinger  foi uma das primeiras ocidentais a se tornar membro da Fé Bahá'í, em 1897. Lua foi a sexta dos dez filhos de Ellen McBride (nascida em 1843) e seu marido Reuben D. Moore em Hume, uma pequena localidade rural localizada a noroeste do estado de Nova Iorque, Condado de Wyoming, acerca de 90 quilômetos ao sul do Lago de Ontário.
Quando tinha cerca de vinte anos, Lua foi a Chicago para estudar teatro, porém logo o palco perdeu lugar para o interesse em religiosidade de diversas denominações, sociedades místicas e cultos que havia naquela cidade. Procurando uma fé que lhe satisfizesse, Lua ficava constantemente decepcionada, mas nunca desencorajada. Ela tinha vinte e dois anos quando pela primeira vez ouvira sobre Bahá’u’lláh em 1893 ao ler um relato do jornal sobre o Parlamento Mundial de Religiões, que foi uma das reuniões especialmente realizadas na Columbian Exposition em Chicago no mesmo ano.
Desde o momento em que abraçou a Fé Bahá'í, ela fez inúmeras viagens a Akká em visitas a ‘Abdu’l-Bahá. Nessas viagens, houve também longos períodos de serviço como professora de inglês na casa do próprio filho de Bahá'u'lláh, permitindo-lhe aprender o persa e ensinar a língua inglesa a membros de Sua família.
Ao se tornar uma proeminente discípula do filho de Bahá’u’lláh, `Abdu'l-Bahá, Lua recebeu Dele os títulos de "Arauto do Convênio", "Instrutora Mãe do Ocidente" e “Estandarte”, dada sua pureza, força impetuosa, grande ternura de coração e pelos numerosos serviços prestados por ela à Fé Bahá'í em diversos  lugares do mundo. Ela ensinou os princípios de Bahá'u'lláh em diversas ocasiões e também representou a Fé em visitas a representantes de governo como o Xá Muzaffari’d-Dín Shah (Persia) em visita a Paris, e ao Marajá de Jalowar, na India. Tais atos significaram uma coragem e resiliência incomum para uma Ocidental naquele período, características de destaque que a guiaram por todo o seu serviço em vida.
Em maio de 1912, quando`Abdu'l-Bahá lançou a pedra fundamental do Templo-Mãe do Ocidente (em Wilmette, Chicago, EUA), Lua recebeu a grata  missão simbólica de ser a primeira a escavar a terra para o início das construções, uma simbologia que marcaria para sempre o papel dela no início da disseminação da Fé Bahá'í no mundo ocidental. Lua Getsinger morreu repentinamente aos 45 anos de ataque cardíaco no dia 2 de maio de 1916 em Cairo, Egito, pouco antes de começar um serviço voluntário como enfermeira para soldados feridos na Primeira Guerra Mundial.